# Трудно первые 100 лет
«Трудно первые 100 лет» — советский художественный фильм 1988 года, двухсерийная социальная драма режиссёра Виктора Аристова.

## Сюжет
Советская провинция, 1980-е годы. Молодая девушка Варя работает дояркой, но мечтает вырваться из серых деревенских будней и «уехать куда-нибудь». Она замужем за простым парнем Иваном, который день и ночь трудится над постройкой нового большого дома, правдами и неправдами добывая дефицитный по тем временам кирпич. Несмотря на доброжелательное отношение свекрови, Варя тяготится пребыванием в доме мужа. Часто во сне и наяву она представляет себя в совершенно другой обстановке. Так, в одном из её видений-снов она оказывается с грудным ребёнком на руках в трамвае, мчащемся по городу, в котором нет ни единой живой души. В другом сне она бредёт по лесу, видя вокруг обнажённых мужчин и женщин. Также она оказывается на берегу моря среди людей, одетых в красивые белые костюмы. Один из мужчин говорит ей, что он её муж, однако затем он исчезает. Наголо бритый мужчина говорит, что её мужа убили и приглашает Варю к себе на яхту. Вспоминает Варя и свою жизнь до замужества — как её отец запил по-чёрному, а у матери появился новый сожитель.
На выходных Иван приглашает всех знакомых помочь со строительством дома, устраивая вечером угощение за его счёт. После пьянки Варя признаётся мужу, что ненавидит его и его мать, что она жила с ним только потому, что ей некуда было пойти, и что она больше не останется в их доме. Ночью она отправляется в город, по пути заходя к подругам на дискотеку. В своём ночном сне Варя видит, как бритый наголо человек в белом костюме раздевает её на яхте, врывается Иван и завязывается драка, однако лысый легко одолевает его. Затем лысый набрасывается на Варю, однако она убивает его ножом в спину. После этого она просит прощения у раненого Ивана и говорит ему, что любит его.
Проснувшись утром на вокзале, Варя покупает билет на вечерний поезд в Смоленск, чтобы вернуться к матери. Днём она ходит по городу, заходит в поликлинику, где просит врача сделать ей аборт, однако врач отсылает её. Варя представляет, как топится в пруду, а потом её тело вытаскивают под взорами любопытствующей толпы. Бродя по городу, она прячется от дождя в подъезде среди других людей, туда же затем подходят и Иван с матерью и младшим братом. Они, однако, не замечают Варю.
Когда поезд отходит (в окно поезда видно, что действие происходит на станции Шилово), Варя встречает в тамбуре Ивана. Он сообщает, что ему пришла повестка к следователю, может быть из-за кирпичей. Постепенно успокоившись и разговаривая, они едут дальше.

## В ролях
| Актёр             | Роль                       |
| ----------------- | -------------------------- |
| Любовь Красавина  | Варя                       |
| Николай Шатохин   | Иван                       |
| Наталья Назарова  | мать Вари                  |
| Юрий Колобков     | отец Вари                  |
| Анна Овсянникова  | мать Ивана                 |
| Костя Шкурко      | Стёпка, младший брат Ивана |
| Ольга Николаева   | Алёна, подруга Вари        |
| Наталья Львова    | Лиза, знакомая Алёны       |
| Андрей Грязнов    | «муж» Вари во сне          |
| Павел Дубашинский | колхозник Павел Петрович   |
| Николай Рудик     | лысый во сне               |
| Семён Фурман      | метрдотель во сне          |

## Съёмки
Фильм снимался в Рязанской области — Касимове, Шилове, а также Инякино и других сёлах Шиловского района. 
Съёмки завершились в 1988 году. Премьера фильма состоялась в 1989 году.

## Критика
Фильм Аристова оказался необычным для своего времени. По мнению Петра Смирнова, фильм передаёт «ужас обыденности, этот кошмар такого обыкновенного, такого знакомого и такого страшного существования. Страшного именно своей обыкновенностью, „нормальностью“ ненормального, нечеловеческого бытия, в котором сегодня пребывают миллионы»; при этом критик отметил реалистичность фильма, который «говорит правду. Горькую, жёсткую, болезненную, но правду. О том, как мы живём и что так дальше жить нельзя». Вероника Хлебникова пишет о том, что «из деревенских примет Аристов создавал образ предельной пустоты, по недоразумению или злому умыслу заселённой людьми. Кто-то строил дом, обустраивал местность, вообще-то не предназначенную для обустройства; кто-то прятался в собственную, внутреннюю пустоту, питаясь кичевыми видениями».
В рецензии, опубликованной в 1989 году в «Советском экране», Алла Гербер отметила символизм названия фильма и сходство его сюжета с русской классикой: «Название символично — „Трудно первые сто лет“, не надо искать в нём социального намека. Есть такая поговорка, что в замужестве бывает трудно первые сто лет, а там, глядишь, и полегчает. В основе сюжета — парафраз „Грозы“ Островского. Светлая душа — жена Варя не любит мужа Ивана. Душно ей и тошно в тёмном царстве современной деревни, в которой она проживает вместе с мужем и свекровью». Отметив реалистичность в изображении современной деревни, критик охарактеризовала грёзы Вари о лучшей жизни как «какую-то мешанину из Библии, Фрейда, передач „Вокруг света“ и книжек с картинками „Раскрась сам“», а финал, в котором Варя примиряется с Иваном, сравнила с песней, «которую, уверена, терпеть не может режиссёр Аристов (за авторов сценария не поручусь), — „Широка страна моя родная, много в ней лесов, полей и рек…“». Вывод Гербер был неутешителен: по её мнению, к финалу «получилась большая неправда в фильме, где, казалось, главным для режиссёра была большая правда». В 1990 году в журнале был опубликован большой отзыв на фильм сельского жителя Юрия Тюрина, который положительно оценил картину, хотя про сцены мечтаний Вари отметил, что их «студенты ВГИКа пересматривать не станут» и в целом они «угнетают, от документированности ведут к манерности».
По мнению критика Ирины Павловой, тот факт, что сложный духовный мир Вари передан режиссёром в кичевом духе, однако какая-либо авторская ирония по отношению к нему отсутствует, «создаёт эффект, в нашем кино, пожалуй что, небывалый: воссоздание на экране духовности в эстетически неадекватной форме». Она также указала на прямую связь эстетики фильма с «Историей Аси Клячиной…»: «импровизационный метод съёмки, множество непрофессиональных исполнителей, задающих тон особой достоверности экранной жизни» (не является профессиональной актрисой и исполнительница роли Вари). Стремление же героини к новой жизни критик сравнила с мечтами о Москве героинь чеховской пьесы «Три сестры».
Олег Ковалов отмечает, что «конструкция фильма так диковинна и неустойчива, что, пожав плечами, его предпочли не заметить. Он и сегодня остался непрочитанным: то ли безнадежный анахронизм, то ли преждевременный авангардный жест». По мнению критика, несмотря на натуралистичность, этот фильм «напрочь был лишен социальных разоблачений», при этом в нём «шокировало другое: сны и видения героини занимали столь огромный метраж, словно фильм снял неофит шестидесятых, ошалевший от пролога „Земляничной поляны“».
По словам самого Аристова, с фильмом ему «не повезло» в том смысле, что в нём искали в основном социальное, попытку «опорочить действительность», которой в реальности не было:
Но если бы я хотел опорочить действительность или снять её хотя бы такой, какая она есть в чистом виде, я бы поехал на Смоленщину или в новгородские районы. А я снимал в колхозе-миллионере... Я не стремился показать убогость быта. Для меня важно было, какие герои существуют в этом быте, их богооставленность... Я ничего не разоблачаю. Я думаю, пробую понять...